# RTL Television

Logo.

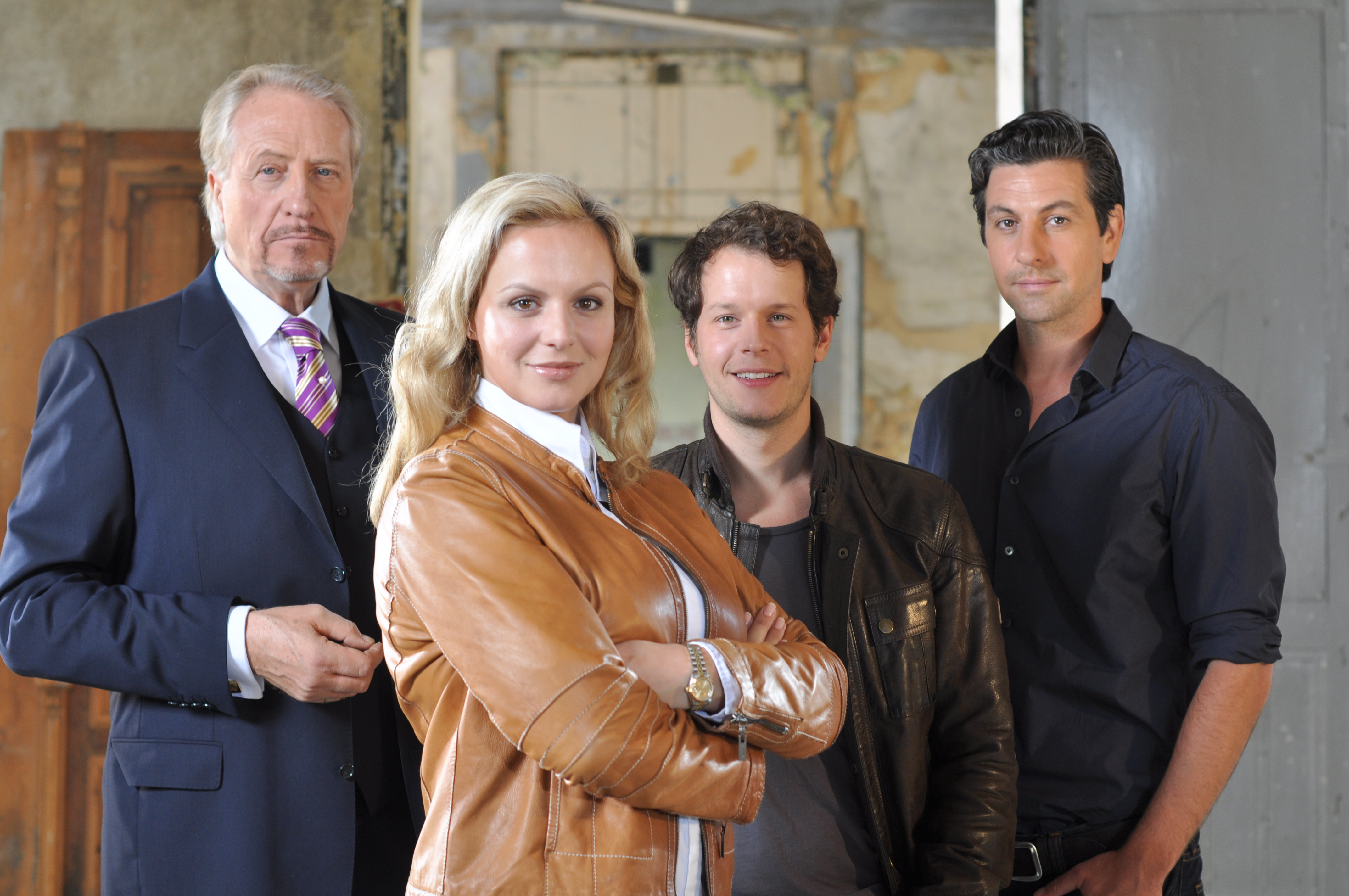
Die Trickser, 2011.

RTL är en tysk kommersiell TV-kanal som började sända 1984.
RTL har sitt huvudkontor i Köln. RTL skapades utifrån Radio Luxemburg och TV-stationen Télé Luxembourg och ägs i dag av RTL Group.